# John Goldthorpe
John Harry Goldthorpe (* 27. května 1935) je britský sociolog pracující v Oddělení sociální politiky a intervence na Oxfordské univerzitě. Je také bývalým pracovníkem Nuffieldské vysoké školy spadající pod Oxfordskou univerzitu. Jeho práce se zabývá sociální stratifikací, politickou ekonomii a makrosociologií. Důrazně přispěl k praktické aplikaci sociologické Teorie racionální volby. V letech 1970 až 1973 byl editorem Sociology, britského akademického deníku, publikovaného SAGE Publications jménem Britské sociologické asociace. Byl studentem Davida Glasse na London School of Economics. Myšlenkově navazuje na Maxe Webera.

## Model zkoumající třídní struktury
John Goldthorpe se věnuje zkoumání třídních struktur ve společnosti. Je kritikem marxismu a tedy hierarchického pojetí společnosti. Naopak souhlasí s Marxem v tom, že případného konce třídní společnosti je třeba dosáhnout mezitřídním konfliktem. Goldthorpe chápe třídy jako kategorie nebo kolektivy individuí či rodin udržujících svou identitu v čase (udržují si podobný sociální status po celý svůj život).
John Goldthorpe vytvořil v 80. letech 20. století model zkoumající třídní struktury. Tento model dělí společnost na sedm základních skupin zaměstnání, které lze sdružit do tří základních tříd – servisní, mezilehlých a dělnické. Tento model vychází z jeho dřívějších studií, kdy společně s K. Hopem rozdělil společnost na základě zaměstnaní podle sociální žádanosti. Třídy v modelu nejsou hierarchicky uspořádané, hlavně střední třídy nelze hierarchicky srovnat, protože samostatně výdělečně činný může mít lepší i horší postavení než zaměstnanci, jako jsou například prodavačky. Indikátorem třídního postavení je postavení na trhu práce a postavení v zaměstnání. Postavením na trhu práce se myslí zdroj a velikost příjmu, jistota v zaměstnání a šance na kariérní postup. Postavením v zaměstnání myslí Goldthorpe postavení v řízení a autonomii v práci. Zaměstnání tedy rozdělil na:
- Servisní třída
  - Odborníci, správci a úředníci s vysokým vzděláním; manažeři ve velkých průmyslových firmách; majitelé velkých firem
  - Odborníci, správci a úředníci s nižším vzděláním; technici s vyšším vzděláním; manažeři v menších průmyslových firmách; nadřízení nemanuálně pracujících

- Mezilehlé třídy
  - Nemanuální pracovníci, pracující s vyšším vzděláním (administrativa a obchod) i nižším vzděláním (prodej a služby)
  - Majitelé malých firem, řemeslníci se zaměstnanci i bez nich, farmáři a drobní zemědělci, ostatní samostatně výdělečně činní v primárním sektoru
- Dělnická třída
  - Technici s nižším vzděláním, nadřízení manuálně pracujících
  - Kvalifikovaní manuálně pracující
  - Částečně kvalifikovaní a nekvalifikovaní manuálně pracující, zemědělci a ostatní pracující v primárním sektoru

Později svůj model přepracoval a nyní se lze setkat s 11 základními skupinami zaměstnání. Nový model dělí mezilehlé třídy na pět skupin zaměstnání:
1. Nemanuální pracovníci, pracující s vyšším vzděláním (administrativa a obchod)
2. Nemanuální pracovníci, pracující nižším vzděláním (prodej a služby)
3. Majitelé malých firem, řemeslníci se zaměstnanci
4. Majitelé malých firem, řemeslníci bez zaměstnanců
5. Farmáři a drobní zemědělci, ostatní samostatně výdělečně činní v primárním sektoru

Poslední skupinu dělnické třídy pak ještě dělí na:
- Částečně kvalifikované a nekvalifikované manuálně pracující mimo primární sektor
- Zemědělce a ostatní pracující v primárním sektoru

Tento model je často kritizován kvůli tomu, že lidé mají tendence srovnávat povolání hierarchicky a komplexně, tedy neumějí profese zhodnotit např. pouze z hlediska náročnosti. Také není jednoznačné, zda třídní struktury odráží reálnou úctu nebo institucionalizované hodnocení, tedy co si společnost obecně myslí. A přesně by bylo nutné zkoumat povolání pozorováním pouze z jednoho konkrétního hlediska. Dalším nedostatkem modelu je, že všichni lidé nejsou se všemi profesemi stejně obeznámeni, například lékaři budou jinak diferencovat různé typy lékařů, ale už nebudou tolik rozlišovat manuálně pracující. Jiným nedostatkem je, že pouze u malého množství povolání (většinou ta, o kterých je všeobecné povědomí) se všichni shodnou na zařazení.
Goldthorpe také zmiňuje existence elitní třídy vysoce bohatých, ale tvrdí že tito lidé jsou do počtu tak malou částí populace, že není nutné pro ně vyvářet zvláštní kategorii. Proti tomu se postavil například marxistický sociolog John Westergaard s tvrzením, že vzhledem ke koncentraci moci a privilegii v jejich rukou.
Jelikož Goldthorpovo rozdělení je založeno na pracovních vztazích, tak nezahrnuje ekonomicky neaktivní populaci jako jsou nezaměstnaní, studenti, důchodci a děti.

## Studium sociální mobility
V roce 1972 podnikl výzkum pod názvem Oxford Mobility Study. Studie byla založena na rozhovorech s 10 000 mužů (stal se terčem kritiky, jelikož nezkoumal situaci žen) ve věku 20 až 64 let v Anglii a Walesu. Tyto muže rozdělil na základě svého modelu třídní struktury a porovnával změny v třídním rozpoložením, přičemž rozlišoval mezi absolutní sociální mobilitou (celkový podíl těch kteří jsou mobilní) relativní sociální mobilitou (šancí posunout se do jiné třídy). Z výzkumu vychází že absolutní sociální mobilita se s průběhem industrializace zvyšuje, zatímco relativní mobilita zůstává neměnná.
Na tuto práci navázal projektem CASMIN, kde porovnal výzkumy o sociální mobilitě z devíti západo- a východoevropských zemí a tří mimoevropských zemí: USA, Austrálie a Japonska. Výsledky studie zpracoval v knize The Constant Flux. Jednalo se o nejrozsáhlejší studii o sociální mobilitě ve 20. století.
Goldthorpe také tvrdí, že lepší vzdělaní nemá nutně vliv na zvýšení sociální mobility.

### Publikace
- Série knih „The Affluent Worker” neboli Studie o zámožných dělnících – Autoři se zde zabývají zkoumáním sociálních společenských tříd. Analýza vychází z více než 220 rozhovorů s pracovníky s vysokými platy z britského průmyslového města Luton a zaměřuje se na jejich chování, postoje, vztah k zaměstnání, politickou orientaci aj. Goldthorpe zde mimo jiné zpochybnil teorii zburžoaznění (embourgeoisement).[5] Nově bohatí pracovníci se podle něj nadále drží svých postojů nižší dělnické třídy a mají jen malý posun do střední třídy. Tato studie se někdy nazývá nejdiskutovanějším textem moderní britské sociologie.[3]

- 1968 The Affluent Worker: Industrial Attitudes and Behaviour (spolu s  David Lockwood, Frank Bechhofer, Jennifer Platt)
- 1968 The Affluent Worker: Political attitudes and behaviour (spolu s David Lockwood, Frank Bechhofer, Jennifer Platt)
- 1969 The Affluent Worker in the Class Structure (spolu s David Lockwood, Frank Bechhofer)
- 1974 The Social Grading of Occupations: A New Approach and Scale (Oxford Studies in Social Mobility) (spolu s Keith Hope)
- 1980 Social Mobility and Class Structure in Modern Britain (spolu s Catriona Llewellyn, Clive Payne) – Goldthorpe zkoumá sociální mobilitu a na základě vlastní analýzy vyhodnocuje tři teze (the closure thesis, the buffer-zone thesis, the conterbalance thesis).[6] Druhé vydání aktualizuje tuto studii a zahrnuje také třídní mobilitu žen a pohledy na sociální mobilitu v moderní Británii z pohledu mezinárodního charakteru a další nové analýzy.

- 1992 The Constant Flux: A Study of Class Mobility in Industrial Societies (spolu s Robert Erikson)
- 1996 Rational choice theory and large-scale data analysis
- 2000 On sociology: numbers, narratives, and the integration of research and theory
- 2006 On Sociology, Vol. 1: Critique and Program
- 2007 On Sociology, Second Edition Volume Two: Illustration and Retrospect
- 2015 Sociology as a population science – Goldthorpe vysvětluje, co sociologie je, co není, jaká bude její budoucnost, kdy je možné ji chápat jako vědu o populaci atd. Kniha je rozvržena do devíti částí.[7]

### Výběr článků
- 1960 Social Stratification in Industrial Society
- 1963 Affluence and the British Class Structure (spolu s Davidem Lockwoodem)
- 1972 Occupational grading and occupational prestige (spolu s Keith Hopeovou)
- 1977 Class Mobility in Modern Britain: Three Theses Examined (spolu s Catrionou Llewellynovou)
- 1986 On the Class Mobility of Women: Results from Different Approaches to the Analysis of Recent British Data (spolu s Clive Payne)
- 1991 The uses of history in sociology: reflections on some recent tendencies
- 2003 The Economic Basis of Social Class (spolu s Abigail McKnightovou)
- 2007 Primary and Secondary Effects in Class Differentials in Educational Attainment (spolu s Michelle Jacksonovou, Robertem Eriksonem, Meir Yaish)
- 2007 ‘Cultural Capital’: Some Critical Observations
- 2014 The role of education in intergenerational social mobility: Problems from empirical research in sociology and some theoretical pointers from economics[8]

## Citát
“More equal mobility chances are unlikely to be achieved without having a generally more equal society.” ("Spravedlnějších příležitostí ke změnám sociální mobility je pravděpodobnější dosáhnout v obecně rovnější společnosti.“)